# Notopteris macdonaldi
Notopteris macdonaldi је врста сисара из реда слепих мишева и породице велики љиљци (Pteropodidae). 

## Распрострањење
Врста има станиште у Вануатуу и Фиџију.

## Станиште
Врста Notopteris macdonaldi има станиште на копну.
Врста је по висини распрострањена до 1.100 метара надморске висине. 

## Угроженост
Ова врста се сматра рањивом у погледу угрожености врсте од изумирања.

### Популациони тренд
Популација ове врсте се смањује, судећи по расположивим подацима.